# Uppståndelse (roman)
Uppståndelse (ryska: Воскресеніе) är en roman av författaren Lev Tolstoj, publicerad på originalspråket ryska 1899.
Bokens innehåll kretsar kring adelsmannen Dmitrij Ivanovitj Nekhljudov, som söker gottgöra den synd han begått några år tidigare. Romanen gavs ut på engelska 1900, och publiceringen av densamma ledde till att Tolstoj bannlystes av den heliga synoden från den rysk-ortodoxa kyrkan 1901.